# 수도고속도로 완간선
수도고속도로 완간선(일본어: 首都高速湾岸線, しゅとこうそくわんがんせん 슈토고소쿠완간센[*], 수도고속만안선)은 국도 제357호선과 중복되어 있으며, 가나가와현 요코하마시 가나자와구에서 지바현 이치카와시에 이르는 수도고속도로의 노선이다. 영문 명칭은 Bayshore Route이다.

## 개요
요코하마 베이 브리지·쓰루미쓰바사 교는 이 노선의 다리이다. 다이코쿠 분기점에서 가나가와 5호 다이코쿠 선과 분기되고 도카이 분기점에서 완간 분기 선과 합류한다. 아리아케 분기점에서 11호 다이바 선과 접속하고, 시노노메 분기점에서 10호 하루미 선과 접속한다. 다쓰미 분기점에서 9호 후카가와 선과 접속하고 가사이 분기점에서 중앙 환상선이 분기된다.
가나가와에서 도쿄를 지나 지바에 이르는 노선의 성격상 "상행·하행"이 아닌 "동쪽행·서쪽행"으로 방향을 나타낸다 (오이 분기점 부근과 가와사키우카시마 분기점 부근의 사이와 같이 남북방향으로 이르는 구간도 있지만, 방면의 호칭은 전 구간에 걸쳐 "동쪽행, 서쪽행"으로 일치하고 있다. 예를 들면 도쿄(東京)에서 요코하마(橫浜)를 향하는 방면은 "서쪽행"이라고 칭한다). 수도고속도로의 노선에서는 "기타의 노선"으로 여겨지고 있다. 또 도쿄 완간 도로의 전용부와 위치가 부여되고 있어, 도쿄 만 환상도로를 구성하는 노선이다. 또 수도권의 3환상 9방사의 고속도로 계획에서는 중앙 환상선과 같이 제일 안쪽의 환상도로와도 위치가 부여되고 있다.

## 노선 번호
B(완간 선의 영문 명칭인 Bayshore Route의 첫 문자이다.)

## 고속 완간 분기 선
수도고속도로 완간 분기 선(일본어: 高速湾岸分岐線, しゅとこうそくわんがんぶんきせん 고소쿠완간분키센[*], 고속만안분기선)은 1호선 하네다 선의 쇼와지마 분기점에서 완간 선의 도카이 분기점에 이르는 왕복 4차로의 노선이다. 전 구간이 도쿄도 오타구 내에 있다.
완간 선의 히가시칸토 자동차도·우라야스 방면 ~ 1호선 하네다 선의 요코하마 공원·하네다 방면의 연결을 하고 있다.
1983년 2월, 완간 선의 도쿄도 내 부분에서 1호선 하네다 선의 연결 도로로 만들어졌다. 1994년 12월 이후에는 완간 선에서 직접 도쿄 ~ 요코하마가 연결되게 되었기 때문에 1호선 하네다 선에서 도심 환상선을 피해 완간 선을 경유해서 히가시간토 자동차도·조반 자동차도·도호쿠 자동차도로 가는데도 활용되고 있다.

## 출입구 · 분기점
- 출입구 번호의 배경색이 ■인 부분은 공식 구간을 나타내며, 시설명 란의 배경색이 ■인 부분은 개통되어 있지 않은 곳을 나타낸다. 미개통 구간의 명칭은 가칭.
- 접속 노선명의 "間" 을 부기하고 있는 것은 다른 도로를 통해 간접 연결이 되어 있는 곳이다. 노선명의 특기가 없는 것은 시도. 표 중 기재의 접속 노선 이외에 국도 357호선이 병행되고 있어, 산케이엔(三溪園), 우카시마(浮島)를 제외한 각 출입구에서 접속하고 있다.

| 번호                        | 이름                        | 일본어 이름                 | 구간 거리                   | 누적 거리                   | 접속 노선                                                                                | 소재지                      | 소재지                      | 비고                                            |
| 요코하마 요코스카 도로 직결 | 요코하마 요코스카 도로 직결 | 요코하마 요코스카 도로 직결 | 요코하마 요코스카 도로 직결 | 요코하마 요코스카 도로 직결 | 요코하마 요코스카 도로 직결                                                              | 요코하마 요코스카 도로 직결 | 요코하마 요코스카 도로 직결 | 요코하마 요코스카 도로 직결                     |
| --------------------------- | --------------------------- | --------------------------- | --------------------------- | --------------------------- | ---------------------------------------------------------------------------------------- | --------------------------- | --------------------------- | ----------------------------------------------- |
| B01                         | 사치우라 출입구             | 幸浦出入口                  | -                           | -                           |                                                                                          | 가나가와현                  | 요코하마시                  |                                                 |
| -                           | 도리하마초 본선 요금소      | 鳥浜町本線料金所            | -                           | -                           |                                                                                          | 가나가와현                  | 요코하마시                  | 다이코쿠 방면에 설치                            |
| B02                         | 스기다 출입구               | 杉田出入口                  | -                           | -                           |                                                                                          | 가나가와현                  | 요코하마시                  |                                                 |
| B03                         | 스기다 출입구               | 杉田出入口                  | -                           | -                           |                                                                                          | 가나가와현                  | 요코하마시                  |                                                 |
| B05                         | 이소고 출입구               | 磯子出入口                  | -                           | -                           | 요코하마 시도 환상 2호선 뵤부가우라 바이패스                                             | 가나가와현                  | 요코하마시                  |                                                 |
| B06                         | 산케이엔 출입구             | 三渓園出入口                | -                           | -                           |                                                                                          | 가나가와현                  | 요코하마시                  |                                                 |
| -                           | (명칭 미정)                 | （名称未定）                | -                           | -                           | 미나미혼모쿠 부두 연락 임항도로(사업중）                                                 | 가나가와현                  | 요코하마시                  |                                                 |
| -                           | 혼모쿠 분기점               | 本牧JCT                     | -                           | -                           | 수도고속도로 가나가와 3호 가리바 선                                                      | 가나가와현                  | 요코하마시                  |                                                 |
| B07                         | 혼모쿠 부두 출입구          | 本牧ふ頭出入口              | -                           | -                           |                                                                                          | 가나가와현                  | 요코하마시                  |                                                 |
| -                           | 혼모쿠 분기점               | 本牧JCT                     | -                           | -                           | 수도고속도로 가나가와 3호선 가리바 선                                                    | 가나가와현                  | 요코하마시                  |                                                 |
| -                           | 다이코쿠 분기점             | 大黒JCT                     | -                           | -                           | 수도고속도로 가나가와 5호선 다이코쿠 선                                                  | 가나가와현                  | 요코하마시                  |                                                 |
| -                           | 다이코쿠 간이 휴게소        | 大黒PA                      | -                           | -                           |                                                                                          | 가나가와현                  | 요코하마시                  |                                                 |
| B08                         | 다이코쿠 부두 출입구        | 大黒ふ頭出入口              | -                           | -                           |                                                                                          | 가나가와현                  | 요코하마시                  |                                                 |
| B09                         | 다이코쿠 부두 출입구        | 大黒ふ頭出入口              | -                           | -                           |                                                                                          | 가나가와현                  | 요코하마시                  |                                                 |
| -                           | 다이코쿠 분기점             | 大黒JCT                     | -                           | -                           | 수도고속도로 가나가와 5호선 다이코쿠 선                                                  | 가나가와현                  | 요코하마시                  |                                                 |
| B10                         | 히가시오기시마 출입구       | 東扇島出入口                | -                           | -                           | 국도 제132호선                                                                           | 가나가와현                  | 요코하마시                  |                                                 |
| B11                         | 히가시오기시마 출입구       | 東扇島出入口                | -                           | -                           | 국도 제132호선                                                                           | 가나가와현                  | 요코하마시                  |                                                 |
| -                           | 가와사키 항로 터널          | 川崎航路トンネル            | -                           | -                           |                                                                                          | 가나가와현                  | 가와사키시                  | 위험물적재차량 통행금지                         |
| -                           | 가와사키우키시마 분기점     | 川崎浮島JCT                 | -                           | -                           | 도쿄 만 아쿠아라인(기사라즈 방면) 수도고속도로 가나가와 6호선 가와사키 선(가와사키 방면) | 가나가와현                  | 가와사키시                  |                                                 |
| B12                         | 우키시마 출입구             | 浮島出入口                  | -                           | -                           | 국도 제409호선                                                                           | 가나가와현                  | 가와사키시                  | 요코하마 방면                                   |
| -                           | 완간우키시마 본선 요금소    | 湾岸浮島TB                  | -                           | -                           |                                                                                          | 가나가와현                  | 가와사키시                  | 요코하마 방면                                   |
| B13                         | 우키시마 출입구             | 浮島出入口                  | -                           | -                           | 국도 제409호선                                                                           | 가나가와현                  | 가와사키시                  | 도쿄 방면                                       |
| -                           | 가와사키우키시마 분기점     | 川崎浮島JCT                 | -                           | -                           | 도쿄 만 아쿠아라인(기사라즈 방면)                                                        | 가나가와현                  | 가와사키시                  |                                                 |
| -                           | 다마가와 터널               | 多摩川トンネル              | -                           | -                           |                                                                                          | 가나가와현                  | 가와사키시                  | 위험물적재차량 통행금지                         |
| B14                         | 완간칸파치 출입구           | 湾岸環八出入口              | -                           | -                           | 칸파치도리 (하네다 공항 제1터미널・국제터미널 방면)                                      | 도쿄도                      | 오타구                      | 다이코쿠 부두, 혼모쿠 부두 방면 출입구          |
| B16                         | 공항중앙 출입구             | 空港中央出入口              | -                           | -                           | 하네다 공항 제2터미널 연결도로                                                           | 도쿄도                      | 오타구                      | 요코하마 방면 출입구                            |
| B17                         | 공항중앙 출입구             | 空港中央出入口              | -                           | -                           | 하네다 공항 연결도로                                                                     | 도쿄도                      | 오타구                      | 긴자, 우라야스 방면 출입구                      |
| -                           | 공항북 터널                 | 空港北トンネル              | -                           | -                           |                                                                                          | 도쿄도                      | 오타구                      | 위험물적재차량 통행금지                         |
| -                           | 도카이 분기점               | 東海JCT                     | -                           | -                           | 수도고속도로 1호선 하네다 선 하네다 출입구, 요코하마 공원 출입구 방면(완간 분기선)       | 도쿄도                      | 오타구                      | 위험물적재차량 통행금지                         |
| -                           | 오이 간이 휴게소            | 大井PA                      | -                           | -                           |                                                                                          | 도쿄도                      | 시나가와구                  | 공항중앙, 하네다 방면                           |
| 002                         | 오이미나미 출입구           | 大井南IC                    | -                           | -                           | (間) 가쓰시마 방면                                                                       | 도쿄도                      | 시나가와구                  | 공항중앙, 하네다 방면 출입구                    |
| 003A                        | 오이미나미 출입구           | 大井南IC                    | -                           | -                           | (間) 가쓰시마 방면                                                                       | 도쿄도                      | 시나가와구                  | 긴자, 우라야스 방면 출입구                      |
| -                           | 오이 본선 요금소            | 大井TB                      | -                           | -                           |                                                                                          | 도쿄도                      | 시나가와구                  | 긴자, 우라야스 방면                             |
| -                           | 오이 분기점                 | 大井JC                      | -                           | -                           | 중앙 환상 시나가와 선(사업중)                                                            | 도쿄도                      | 시나가와구                  |                                                 |
| -                           | 오이 분기점                 | 大井JC                      | -                           | -                           | 하네다 선(신주쿠, 긴자 방면)                                                             | 도쿄도                      | 시나가와구                  |                                                 |
| -                           | 오이 간이 휴게소            | 大井PA                      | -                           | -                           |                                                                                          | 도쿄도                      | 시나가와구                  | 우라야스 방면                                   |
| 003B                        | 오이 출입구                 | 大井出入口                  | -                           | -                           | (間) 시나가와 정, 오오이 정 방면                                                         | 도쿄도                      | 시나가와구                  | 우라야스 방면 출입구                            |
| -                           | 도쿄 항 터널                | 東京港トンネル              | -                           | -                           |                                                                                          | 도쿄도                      | 시나가와구                  | 위험물적재차량 통행금지                         |
| 004                         | 임해부 도심 출입구          | 臨海副都心出入口            | -                           | -                           | 다이바 지구(도쿄 국제전시장, 페리 부두) 방면                                             | 도쿄도                      | 미나토구                    | 공항중앙, 하네다 방면 출입구 (구 13호지 출입구) |
| -                           | 아리아케 분기점             | 有明JCT                     | -                           | -                           | 수도고속도로 11호선 다이바 선                                                            | 도쿄도                      | 고토구                      |                                                 |
| -                           | 시노노메 분기점             | 東雲JCT                     | -                           | -                           | 수도고속도로 10호선 하루미 선                                                            | 도쿄도                      | 고토구                      |                                                 |
| 005                         | 아리아케 출입구             | 有明出入口                  | -                           | -                           | 다이바 지구(국제전시장, 페리 부두) 방면                                                  | 도쿄도                      | 고토구                      | 우라야스, 히가시칸토 자동차도 방면 출입구       |
| -                           | 다쓰미 분기점               | 辰巳JCT                     | -                           | -                           | 수도고속도로 9호선 후카가와 선 긴자, 하코자키 방면                                       | 도쿄도                      | 고토구                      |                                                 |
| 006                         | 신키바 출입구               | 新木場出入口                | -                           | -                           | 하네다 방면 출입구                                                                       | 도쿄도                      | 고토구                      |                                                 |
| 007                         | 신키바 출입구               | 新木場出入口                | -                           | -                           | 우라야스, 히가시칸토 자동차도 방면 출입구                                                | 도쿄도                      | 고토구                      |                                                 |
| -                           | 가사이 분기점               | 葛西JCT                     | -                           | -                           | 수도고속도로 중앙 환상선, 도호쿠 자동차도, 조반 자동차도 방면                            | 도쿄도                      | 에도가와구                  |                                                 |
| 008                         | 가사이 출입구               | 葛西出入口                  | -                           | -                           | 도쿄 도도 제318호선(간나나도리)                                                          | 도쿄도                      | 에도가와구                  | 긴자, 고스게 방면 출입구                        |
| 009                         | 가사이 출입구               | 葛西出入口                  | -                           | -                           | 도쿄 도도 제318호선(간나나도리)                                                          | 도쿄도                      | 에도가와구                  | 우라야스, 히가시칸토 자동차도 방면 출입구       |
| 010A                        | 마이하마 출입구             | 舞浜入口                    | -                           | -                           | 도쿄 디즈니 리조트 방면                                                                  | 지바현                      | 우라야스시                  | 긴자, 고스게 방면 출입구                        |
| 010B                        | 우라야스 출입구             | 浦安出入口                  | -                           | -                           | (間) 도쿄 디즈니 리조트 방면                                                             | 지바현                      | 우라야스시                  | 긴자, 고스게 방면 출입구                        |
| 011                         | 우라야스 출입구             | 浦安出入口                  | -                           | -                           | (間) 도쿄 디즈니 리조트 방면                                                             | 지바현                      | 우라야스시                  | 지도리초, 히가시칸토 자동차도 방면              |
| 012                         | 지도리초 출입구             | 千鳥町出入口                | -                           | -                           | 후나바시, 이치카와 방면                                                                  | 지바현                      | 이치카와시                  | 긴자, 고스게 방면 출입구                        |
| -                           | 이치카와 간이 휴게소        | 市川PA                      | -                           | -                           |                                                                                          | 지바현                      | 이치카와시                  | 도쿄, 가와사키 방면                             |
| -                           | 이치카와 본선 요금소        | 市川本線料金所              | -                           | -                           |                                                                                          | 지바현                      | 이치카와시                  | 도쿄, 가와사키 방면                             |
| -                           | 이치카와 분기점             | 市川JCT                     | -                           | -                           | 도쿄 외곽 환상도로                                                                       | 지바현                      | 이치카와시                  | 사업중                                          |
| 히가시칸토 자동차도 직결    |                             |                             |                             |                             |                                                                                          |                             |                             |                                                 |

## 주요 터널과 교량
- 요코하마 베이 브리지(혼마키 분기점 ~ 다이코쿠 분기점)
- 쓰루미쓰바사 교(다이코쿠 분기점 ~ 히가시오기시마 출입구)
- 가와사키 항로 터널(히가시오기시마 출입구 ~ 가와사키우키시마 분기점)
- 다마가와 터널(가와사키우키시마 분기점 ~ 완간칸하치 출입구)
- 공항북 터널(공항중앙 출입구 ~ 도카이 분기점)
- 도쿄항 터널(오이 출입구 ~ 임해부 도심 출입구)

## 역사
- 1976년 8월 12일 : 오이 분기점 ~ 13호지 출입구(현 임해부도심출입구)개통, 도쿄(東京)항 터널 개통
- 1978년 1월 20일 : 신키바 출입구 ~ 우라야스 출입구 구간 개통
- 1980년 2월 5일 : 다쓰미 분기점 ~ 신키바 출입구 구간 개통
- 1981년 5월 19일 : 다쓰미 분기점 ~ 아리아케 출입구 구간 개통
- 1982년 4월 27일 : 우라야스 출입구 ~ 다카야(高谷) 구간 개통, 히가시칸토 자동차도와 연결
- 1983년 2월 24일 : 도카이 분기점 ~ 오이 출입구 구간 개통
- 1984년 12월 12일 : 13호지 출입구(현 임해부 도심 출입구) ~ 아리아케 출입구 구간 개통
- 1989년 9월 27일 : 혼모쿠 부두 출입구 ~ 다키코쿠 분기점 구간 개통, 요코하마 베이브리지 개통
- 1989년 12월 16일 : 오이 분기점 신설
- 1993년 9월 27일 : 공항 중앙 출입구 ~ 도카이 분기점 구간 개통
- 1994년 12월 21일 : 다이코쿠 분기점 ~ 공항 중앙 출입구 구간 개통, 쓰루미쓰바사 교 개통
- 1997년 12월 12일 : 우카시마 출입구 개통
- 1997년 12월 18일 : 도쿄만 아쿠아라인과 연결
- 1999년 7월 15일 : 나미키 나들목·사치우라 출입구 ~ 스기타 출입구 구간 개통, 요코하마 요코스카 도로 가나자와 지선과 연결. 산케이엔 임시 출입구 ~ 혼모쿠 부두 출입구 구간 개통
- 2001년 8월 29일 : 마이하마 입구 개통
- 2001년 10월 22일 : 스기타 출입구 ~ 산케이엔 출입구 구간 개통, 전구간 개통
- 2007년 12월 22일 : 13호지 출입구가 임해부 도심 출입구로 개칭
- 2008년 3월 17일 : 동쪽방향의 아리아케 분기점 ~ 다쓰미 분기점 구간이 편도 4차로로 확장
- 2009년 2월 11일 : 시노노메 분기점 신설

## 교통량
지점별 24시간 교통량은 아래와 같다.(2005년 일본 도로교통 센서스)
- 지바현
  - 우라야스시 벤텐 1초메 : 115,723
- 도쿄도
  - 시나가와구 야시오 3초메2 : 121,162
  - 오타구 하네다 공항 3초메 : 59,683
- 가나가와현
  - 가와사키시 가와사키구 히가시오기시마 : 72,993
  - 요코하마시 가나자와구 도리하마초 : 48,630

## 사진

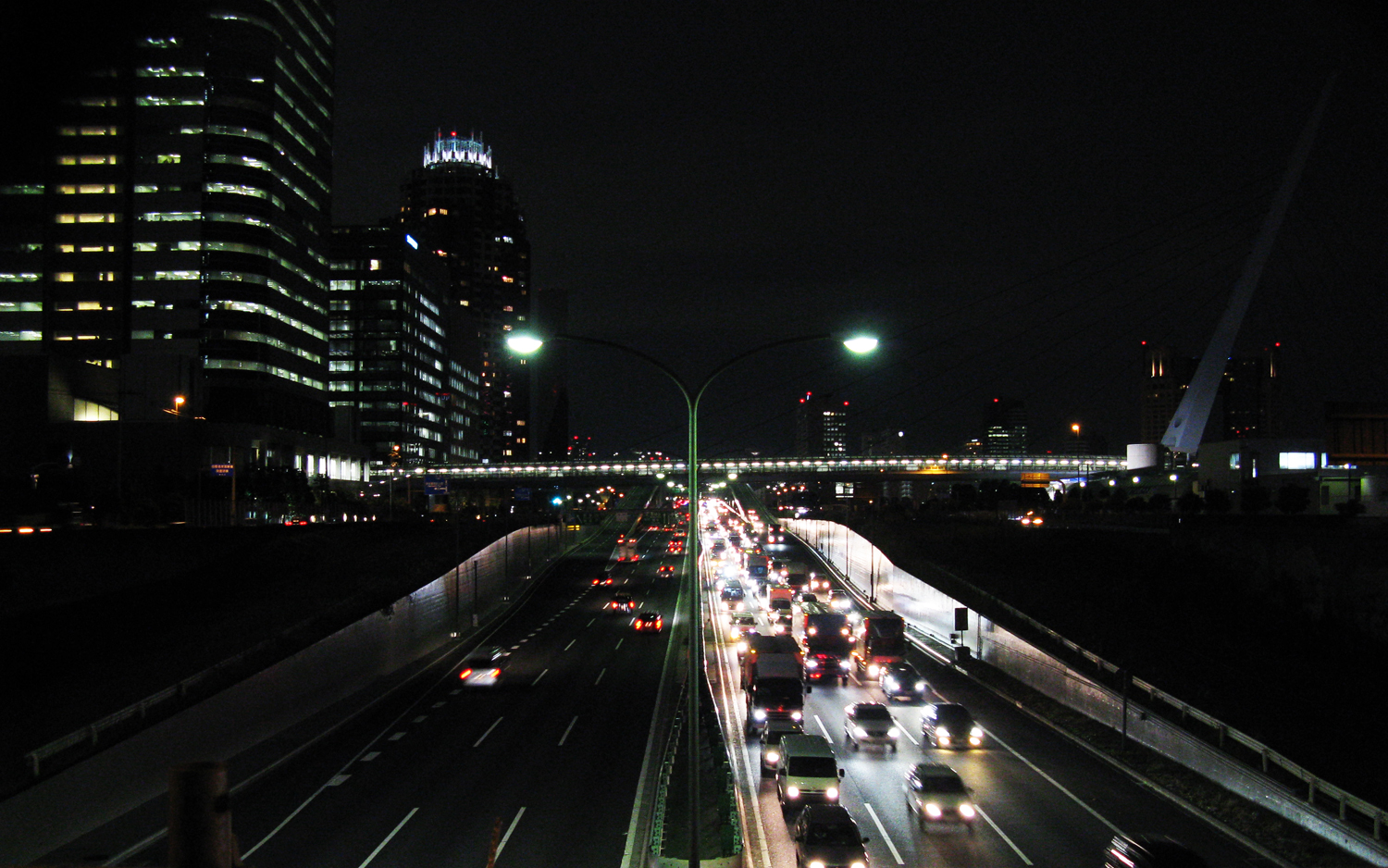
수도고속도로 완간 선 야경
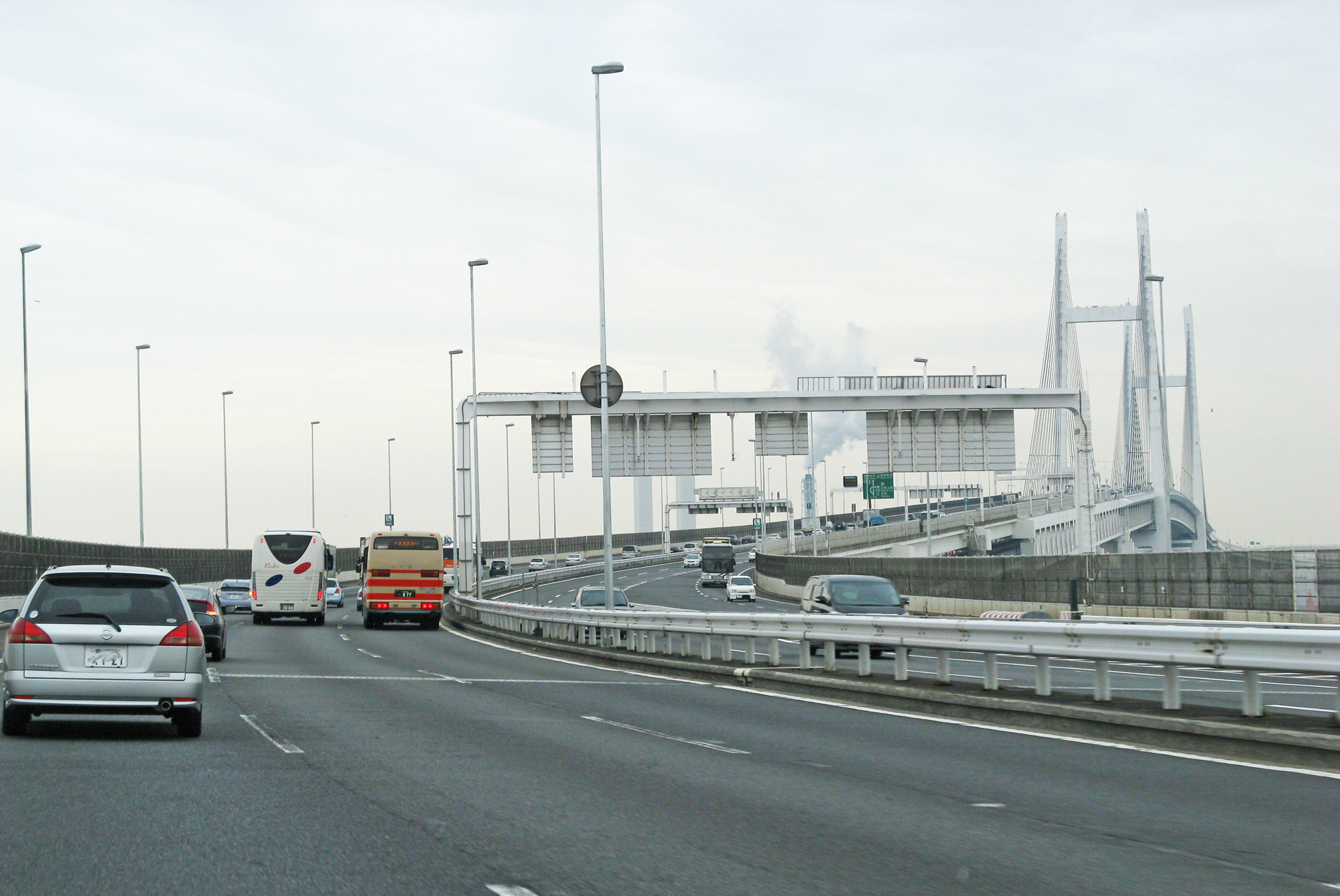
요코하마 베이브리지
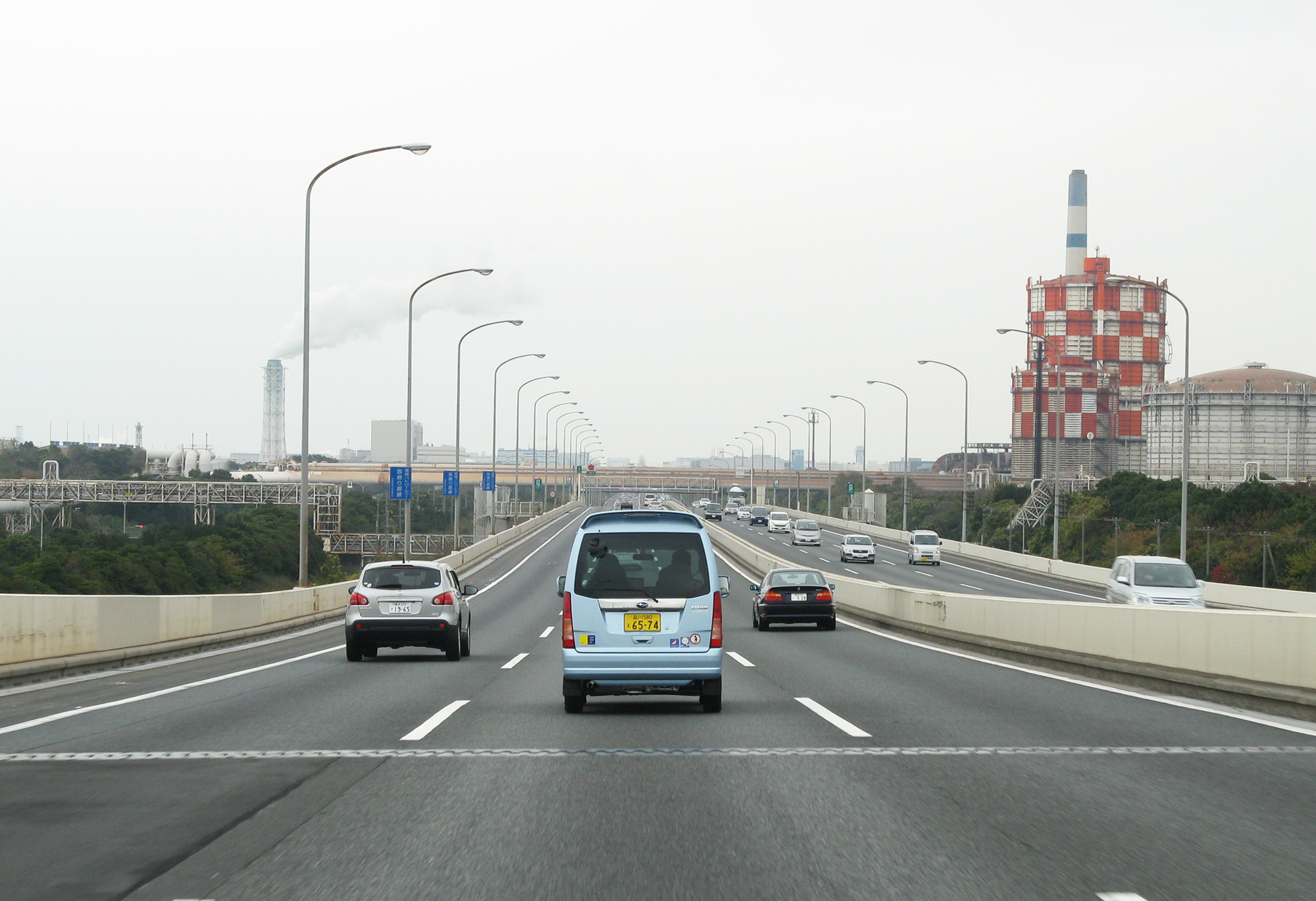
히가시오기시마 주변
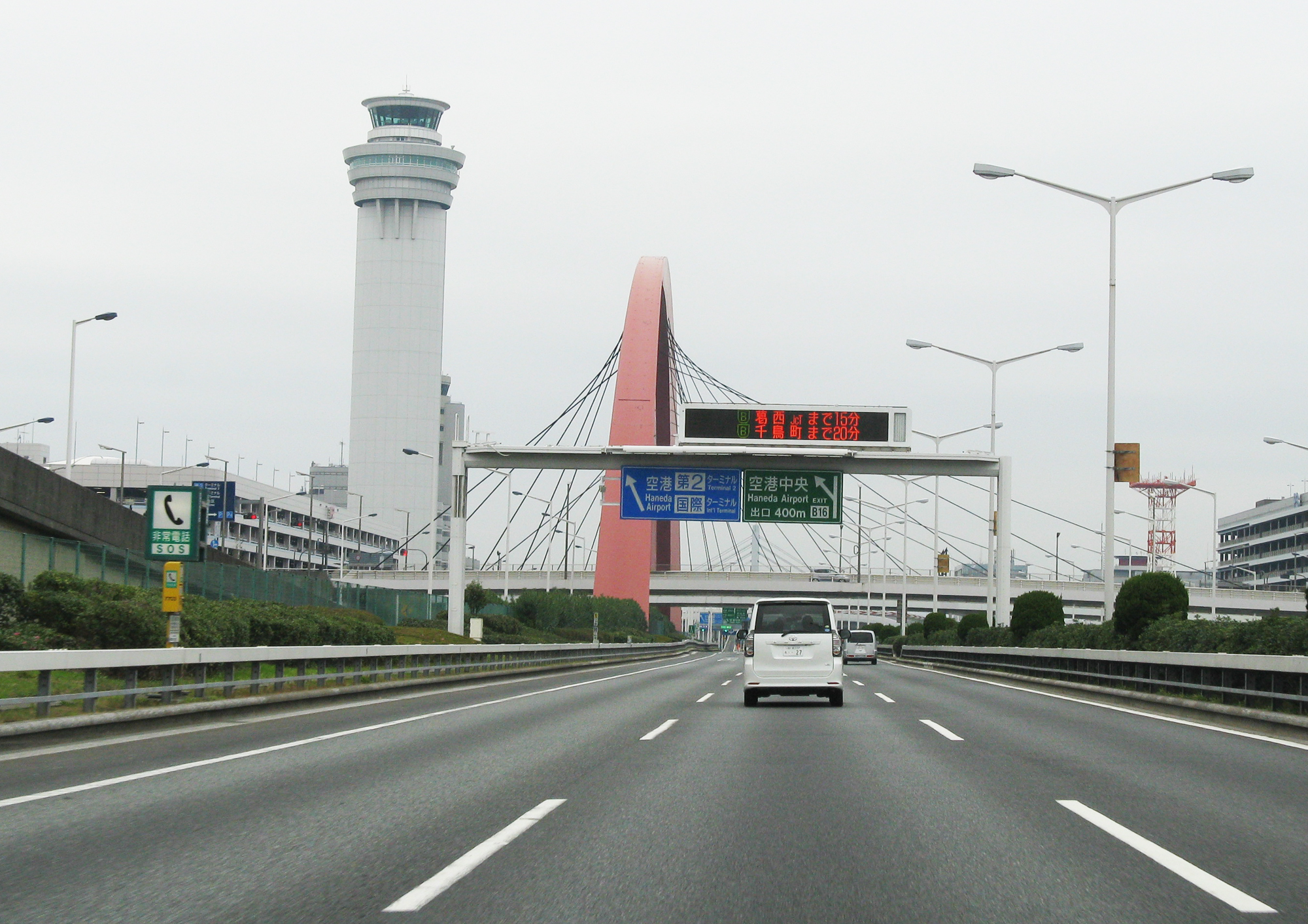
공항중앙
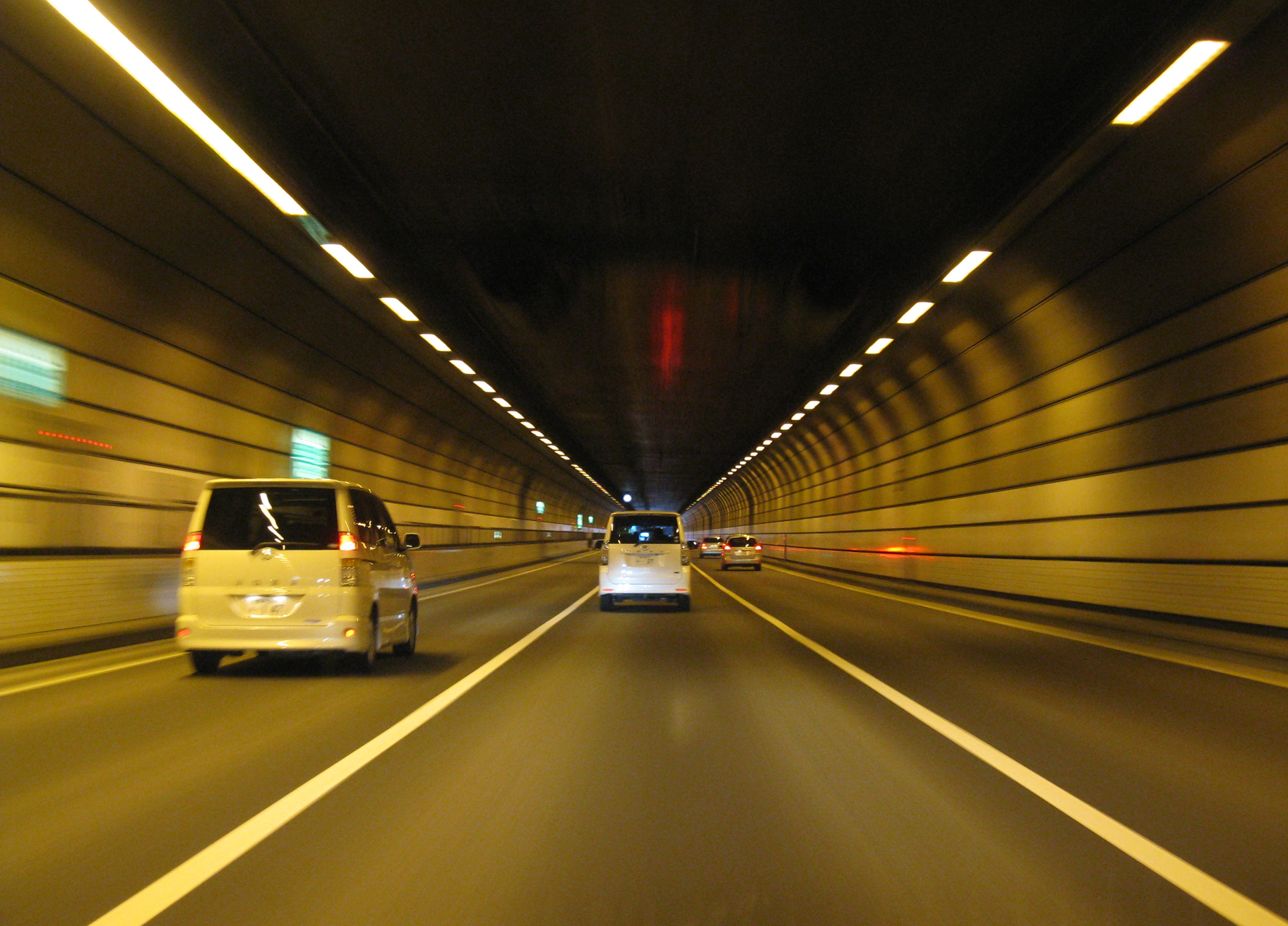
공항북 터널
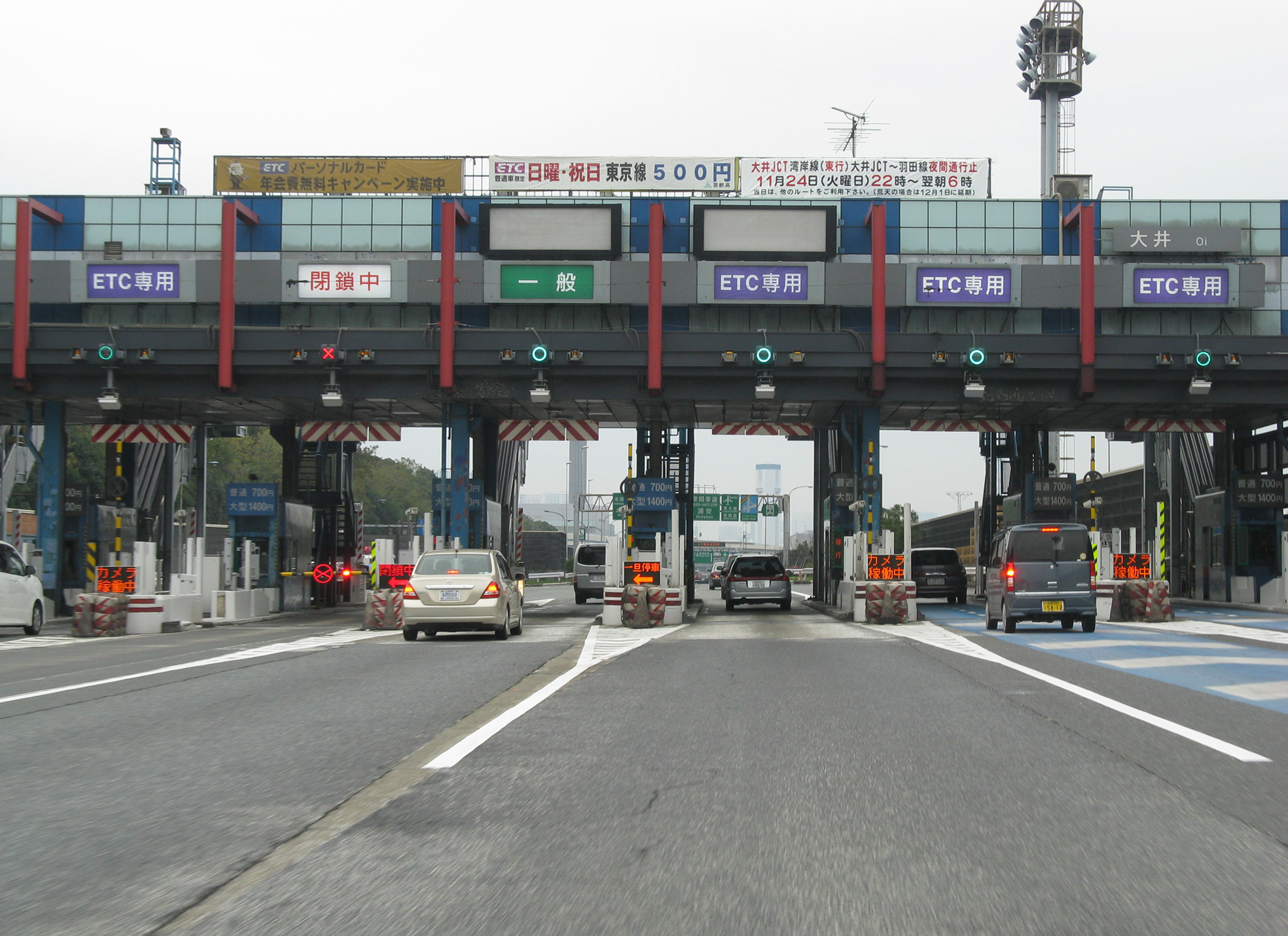
오이 요금소
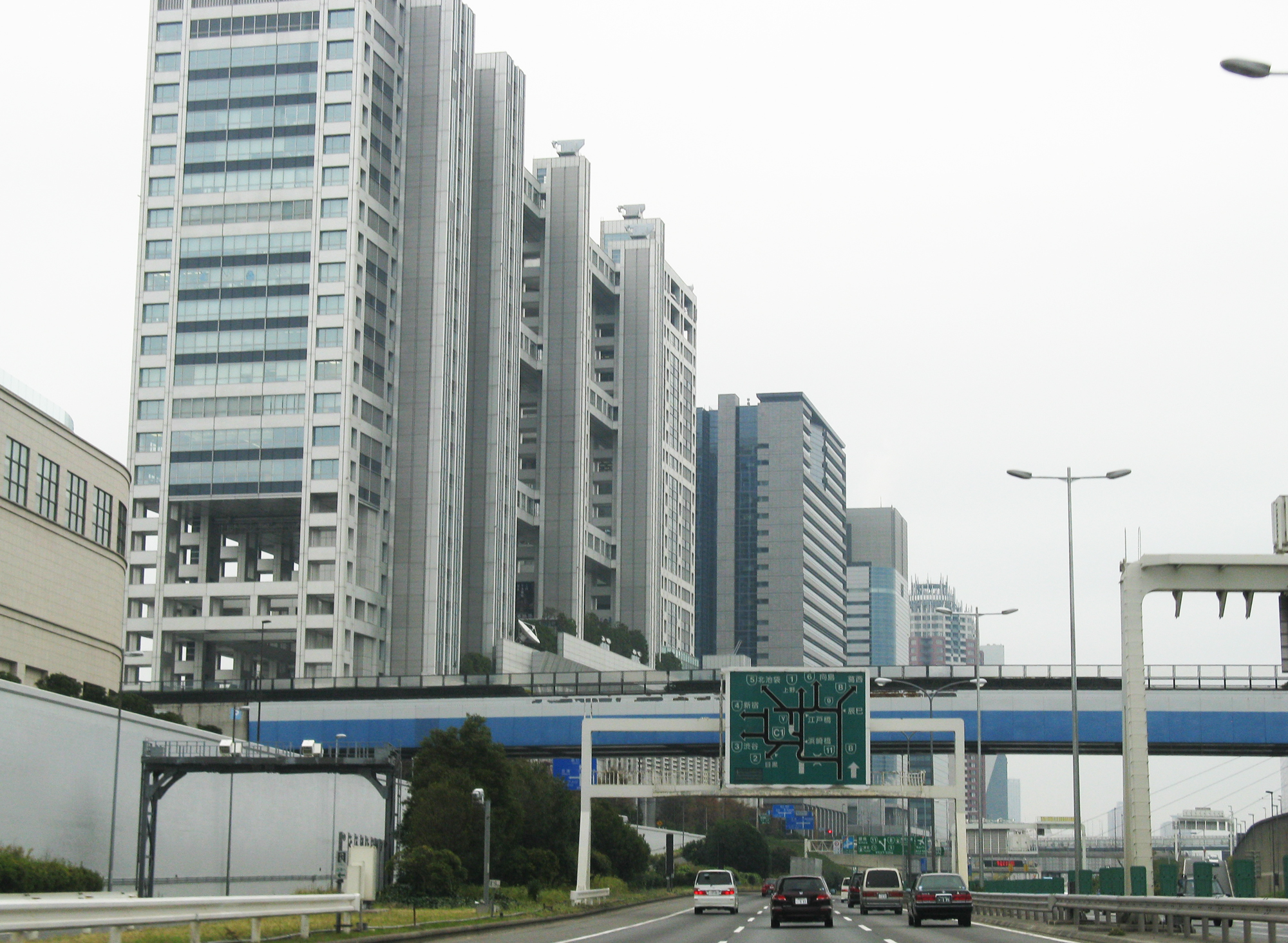
후지 텔레비전 주변
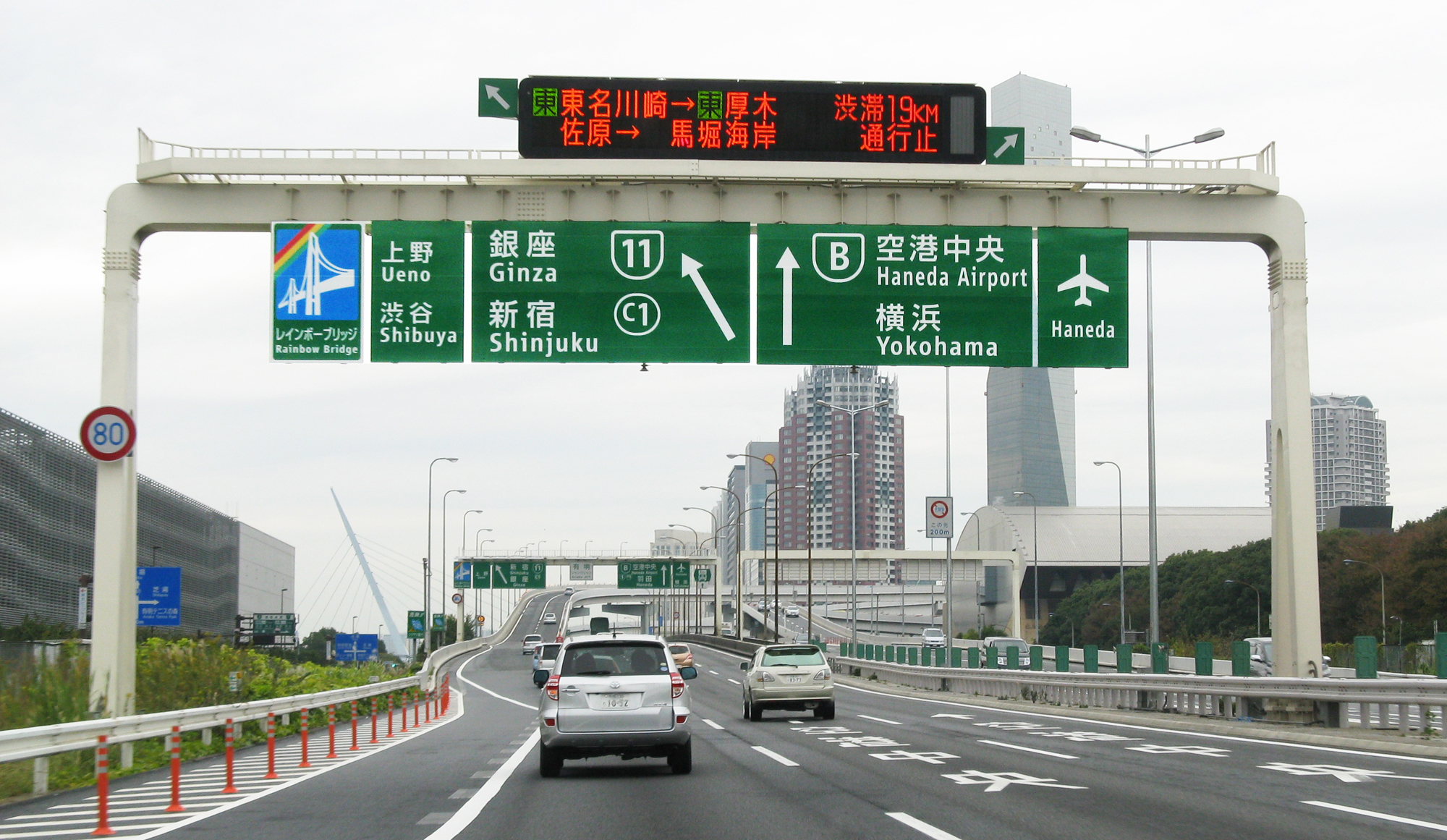
아리아케 분기점
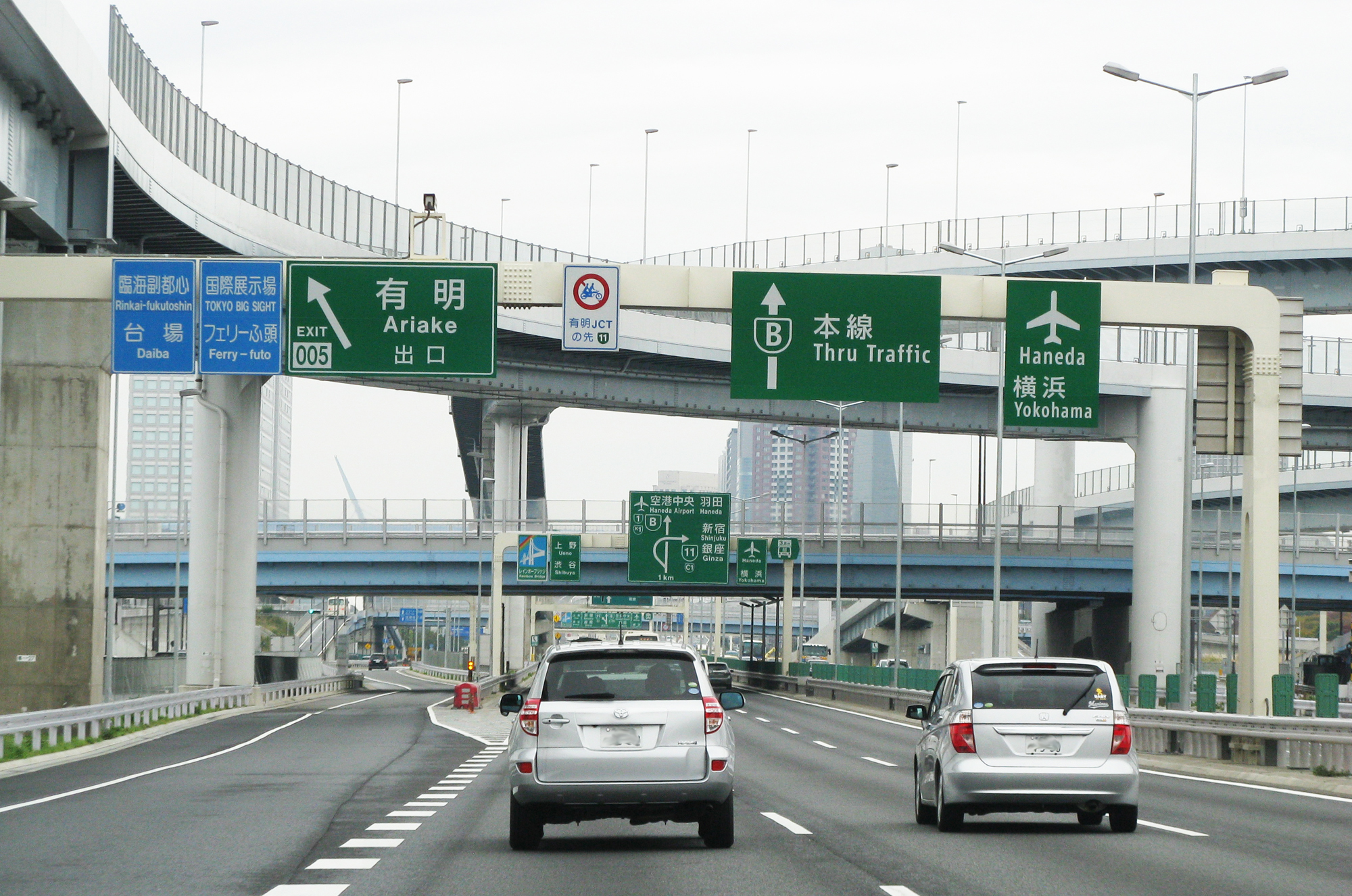
시노노메 분기점
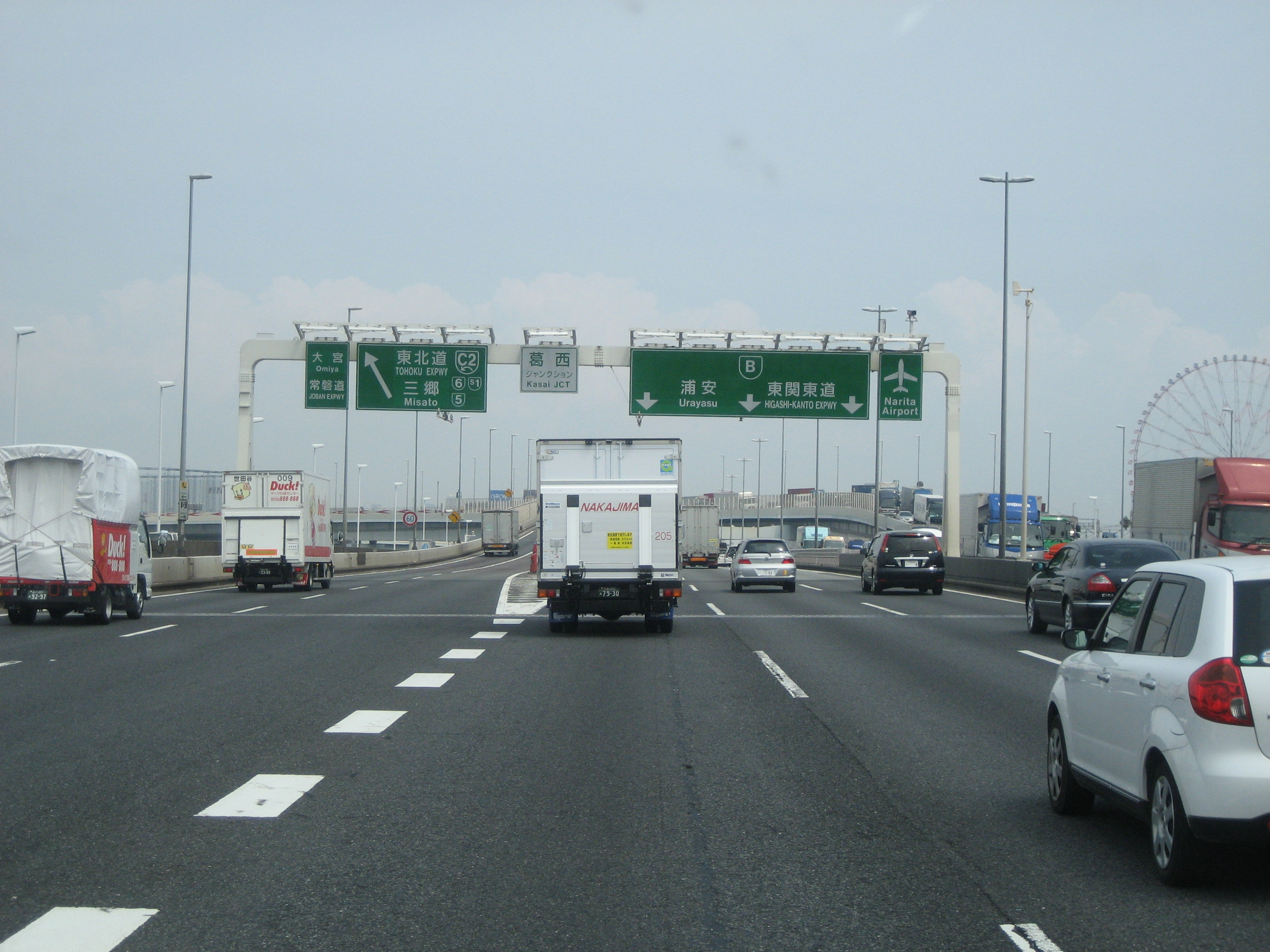
가사이 분기점

## 특징
일본 도로구조령에서는 제2종 제1급으로 구분되어, 설계속도가 80 km/h로 되어 있다. 다른 수도고속도로의 노선과 비교해 직선구간이 길다.(일반적인 고속자동차국도와 비교하면 커브는 많다. 특히, 혼모쿠 분기점 이남 구간은 급커브의 연속 구간) 해안가를 통과하기 위해, 수저터널이나 다리가 많아, 고저차이가 큰 곳이 많다.
최고속도가 80 km/h(도쿄항 터널 주변은 70 km/h)로 되어 있다.(수도고속도로 속도규제도)
전 구간이 6차로(다쓰미 분기점 ~ 가사이 분기점은 8차로, 혼모쿠 분기점 출구 ~ 혼모쿠 분기점 입구의 본선은 4차로)구간이다. 또 히가시칸토 자동차도와 합치면 이 6차선 구간은 나리타 나들목까지 달하고, 이것은 도호쿠 자동차도의 가와구치 분기점 ~ 우쓰노미야 나들목의 103.0km을 견디어 내고, 일본의 고속도로에서는 가장 긴 106.0km이다.
완간 선에서 보는 요코하마 미나토미라이 21이나 오다이바 등의 근 미래적인 풍경은 인기로, 드라이브 코스로 인기가 있다. 6차선의 고속도로나 주변이 근대적인 고층빌딩이 마치 일본이 아닌 것 같은 감각도 인기의 하나다.

### 직선 구간
서쪽 방면인 우카시마 요금소부터 요코하마·다이코쿠 부두 방면의 서쪽 방면 구간은 도쿄 이서 부분에 속도위반 측정기가 없으며, 차로 수가 많이 직선구간이 대단히 길기 때문에 속도가 나오기 쉽다.
또 위법경주형 폭주족(속칭 "완간족")도 출몰하기 때문에 다이코쿠 간이 휴게소나 다쓰미 간이 휴게소 등에서는 시바우라 간이 휴게소 등과 같이 빈번하게 고속도로 순찰대 차량이나 경찰차가 순회하고 있다.

### 정체
위의 내용대로 선형이 좋고 차로 수도 많지만 기복이나 터널·출입구·분기가 많아, 정체가 발생하기 쉽다. 게이힌(京浜)간, 게이요(京葉) 간의 대동맥이 되고 있을뿐만 아니라, 하네다·나리타의 양공항을 연결하고 있기 때문에, 교통량은 대단히 많다. 특히 서쪽 방면으로 갈 때는 도쿄항 터널을 선두에, 도현경계를 지나서 우라야스 부근까지 정체가 발생하는 경우도 많다.

## 같이 보기

### 일반 주제
- 수도고속도로
- 간토 지방의 도로 목록
- 가나가와현의 현도 목록
- 도쿄도의 도도 목록
- 지바현의 현도 목록
- 도도부현도

### 관련 작품
- 완간 미드나이트
- 수도고 배틀 시리즈
- 춤추는 대수사선